# Жильбер, Доротея
Доротэ Жильбер (фр. Dorothée Gilbert; 25 сентября 1983, Тулуза, Франция) — французская балерина, этуаль балета Парижской оперы.

## Биография
С семи лет Доротэ Жильбер обучалась в Национальной консерватории Тулузы, в одиннадцать — пробовала поступить в Школу танца при Парижской опере, но неудачно. В 1995-м, спустя год после первой попытки, успешно сдала вступительные экзамены и была принята в пятый дивизион балетной школы. По признанию Доротэ, в детстве она была не очень одарённой танцовщицей, и необходимых для балета качеств ей приходилось добиваться, преодолевая большие трудности. «Когда я была ещё совсем маленькой, осознала, что танец — это моя страсть, поэтому с детских лет у меня была огромная сила воли именно к работе. Когда я в первый раз не поступила в хореографическую школу, то поняла, что работать надо ещё больше, и удвоила часы занятий», — рассказывала Доротея. Так или иначе, продвижение Жильбер по иерархической лестнице школы было стремительным: в 1996 году она поднялась во второй дивизион и тогда же выступила в главной роли в «Жар-птице». Важную роль в профессиональном росте Жильбер сыграл её преподаватель, знаменитый французский танцор Манюэль Легри. Зачисление Доротеи Жильбер в труппу Национальной оперы состоялось в 2000 году.
В 2002 году Доротэ впервые играет сольную партию — подружку невесты в «Дон Кихоте». Далее она участвует в «Жизели» Жана Коралли и Жюля Перро, «Симфонии», «Па-де-де Чайковского» и «Концерте Барокко» Джорджа Баланчина, «Лебедином озере» Рудольфа Нуреева и у него же в «Дон Кихоте», где имеет успех в новой для себя партии Китри. Именно по следам последней, в 2003 году Жильбер получает ранг корифея. Уже в 2004-м — становится солистом. В это время она занимается интерпретацией Эффи для «Сильфиды» Пьера Лакотта и Китри для нуреевского произведения и играет в «Этюдах» Харальда Ландера и «Драгоценностях» Баланчина. Сильное выступление в образе Гамзатти в «Баядерке» вкупе с благожелательно встреченными «Кармен» Ролана Пети и «Ромео и Джульеттой» Нуреева способствует переходу Доротэ в статус примы-балерины. Находясь в шаге от вершины, она плодотворно работает в 2006 — 2007 годах. В её активе — «Артефакт» и «Головокружительное упоение точностью» Уильяма Форсайта, «Пахита» Лакотта с заглавной ролью, «Дама с камелиями» Джона Ноймайера и «Золушка» Нуреева. В 2007 году в рамках японской части турне «Друзья Манюэля Легри» француженка впервые танцует партии Одетты и Одиллии в «Лебедином озере». Чуть позже отбирается на роль Лизы в «Тщетной предосторожности» Фредерика Аштона.
...я не ощущаю себя более уставшей, когда репетирую или танцую современный балет. Потому что всё время сочетаю классику и модерн — то и другое одновременно. И не могу сказать, что современный танец более тяжёлый. Потому что... как только ты поймёшь логику движений того же Форсайта, танцевать становится легче. Тем более что в классическом балете любую ошибку, которую ты допускаешь, сразу видно. В то время как в современном есть некая оболочка, пространство, которое может скрыть какие-то мелкие недостатки.
Необычное, но оказавшееся, однако, таковым по независящим от исполнителей причинам, представление «Щелкунчика» 19 ноября 2007 года, прошедшее без декораций, реквизита и соответствующих костюмов ввиду забастовки работников театра, увенчалось провозглашением Доротэ Жильбер этуалью Парижской национальной оперы. Партнёром Доротеи по исторической постановке стал Манюэль Легри, её наставник в прежние времена и верный друг в настоящем. Далее балерина принимает активное участие в серии международных гала-концертов Парижской оперы и приобретает широкую известность. В её сценический репертуар добавляются титульная роль в «Жизели», главная героиня и Генриетта в «Раймонде», Никия в «Баядерке» и Джульетта в «Ромео и Джульетте» Нуреева, Альбертина в «Прусте, или Перебоях сердца» Пети, Татьяна в «Онегине» Джона Кранко, а также, собственно, этуаль в «Маленькой танцовщице Дега» Патриса Барта. Она играет «Аполлона» и «Симфонию до мажор» Баланчина, «Концерт» и «Танцы на вечеринке» Джерома Роббинса, «Третью симфонию Густава Малера» Ноймайера, «Быть может, это смерть?» Мориса Бежара, «Психею» Алексея Ратманского, «Триаду» Бенжамена Мильпье, «Сюиту в белом» Сержа Лифаря, «Облака» Иржи Килиана. Пользующаяся особой популярностью в Италии, в декабре 2009 года Доротэ отвечает согласием на приглашение «Театра Массимо» и на главной сцене Палермо исполняет главную роль в «Спящей красавице». Восстановившись после травмы, полученной в начале 2010 года, и приняв участие в дальневосточных гастролях Парижской оперы, в апреле Жильбер возвращается на Апеннины и до июля включительно выступает, главным образом с «Коппелией», на сценах Мессины, Акви-Терме и Сан-Ремо.
Летом 2010 года Доротэ Жильбер создаёт образ Анны Австрийской в «Трёх мушкетёрах», новой постановке Лакотта. Во второй половине года — активно работает над «Жизелью», «Золушкой» и, особенно, «Пахитой», с которой выступает на площадках Японии, Китая и, впервые, в России, а именно — в Новосибирском театре оперы и балета.
На сцене Новосибирского театра оперы и балета в роли Пахиты она была легка, обаятельна, грациозна и виртуозна. И если специалисты говорят, что у французских балерин какая-то особо поставленная стопа и особенная постановка корпуса, то мне увиделось, что они, танцуя, передвигаются не по устойчивой поверхности сцены, а будто бы по облакам — субстанции, которая ими обжита, как простыми смертными земная твердь. Словом, лицезреть в гастрольном спектакле приму-балерину (этуаль) балета Парижской оперы Доротею Жильбер было наслаждением. Не меньшим удовольствием стало общение с ней — выдающейся балериной, при этом открытой, эмоциональной и даже смешливой девушкой…
26 сентября, спустя менее недели по окончании новосибирских представлений, Доротэ вместе с другими солистами Парижской оперы, Матильдой Фрусте, Алессио Карбоне и Матьё Ганьо, принимает участие в московском гала-концерте «Звёзды балета XXI века». Прежде, чем выступить в октябрьском гала-концерте в Торонто, Жильбер отправляется в Рио-де-Жанейро, где в качестве приглашённой балерины играет Китри в «Дон Кихоте» в постановке Американского театра балета. До окончания года она также играет Гамзатти в «Баядерке» и вновь — этуаль в «Маленькой танцовщице Дега».
В феврале 2011 года в первых за двадцать лет гастролях в Большом театре парижане представили программу из трёх одноактных балетов. В первом из них, «Сюите в белом», с вариацией номера «Флейта» приняла участие Доротэ Жильбер и, по мнению некоторых российских критиков, наряду с другими звёздами, Матьё Ганьо, Изабелью Сьяраволой и Хосе Мартинесом сумела «вытянуть» не самым удачным образом складывавшуюся постановку и, в чём заслуга уже непосредственно Доротеи, завершить её мажорной нотой.
Сезон 2011/12 в Парижской опере открылся «Психеей» Ратманского с Жильбер в главной роли. В октябре 2011 года Доротея и Стефан Бюйон по приглашению того же Ратманского приняли участие в серии ханойских постановок фрагментов из различных произведений, в частности, отыграли Акт III «Раймонды» и «Па-де-де Дианы и Актеона» из «Эсмеральды». В 2012 году, в начале нового сезона Жильбер, готовясь к «Баядерке», получила травму, но скоро вернулась в строй, однако отношение к ней со стороны руководства балета Парижской оперы в лице её директрисы изменилось. Предпоследний сезон при Брижжит Лефевр для Доротэ Жильбер ею самой был охарактеризован как «странный». Во-первых, этуаль не получила определения на ожидаемые роли, в частности, она оказалась обойдённой партией Кармен в одноимённом балете, на которую возлагала большие надежды, во-вторых, ввиду непривычно малого для балерины её статуса количества назначений на прочие постановки, стала фактически оттеснённой на второй план. Имея, таким образом, свободный график, Доротея активизировалась в качестве приглашённой балерины и уже в конце сентября участвовала в туре по Соединённым Штатам, посетив площадки Вашингтона, Нью-Йорка, Чикаго.
В начале 2013 года в рамках тура парижского балета француженка играет первую за сезон большую постановку, «Жизель» в Сиднейской опере. Продолжая практику выступлений в качестве приглашённой балерины, Доротэ до окончания сезона танцует в «Ромео и Джульетте» Барта и «Баядерке» на сценах соответственно Римского оперного и Мариинского театров. Из-за занятности в Риме Жильбер не смогла принять участие в фотосессии, посвящённой трёхсотлетию Парижской балетной школы, а намеченные на чуть более поздний срок дополнительные съёмки так и не состоялись. В то же время Доротэ участвовала в фотосъёмках для модного бренда Repetto, известного производителя балетной обуви, с которым ещё в 2012 году, с согласия Парижской оперы, заключила трёхлетний контракт. Формат сотрудничества, вслед за расширением деятельности самого бренда, претерпевал изменения и, вдохновившись примерами Орели Дюпон и Мари-Аньес Жилло, Доротэ решила от фотосессий перейти к киносъёмкам. 1 июля 2013 года она стала лицом первой парфюмерной коллекции Repetto и в рамках рекламной кампании снялась в фильме «Instants Précieux» Серафема Дюсейера.
Жильбер выступала лишь в самом начале сезона 2013/14, большую же часть — пропустила из-за беременности. В апреле 2014 года вернулась к репетициям.

## Личная жизнь
Доротэ Жильбер была замужем за Алессио Карбоне, своим партнёре по труппе. Ныне — в отношениях с фотографом Джеймсом Бортом, с которым познакомилась во время совместной работы для Repetto. В марте 2014 года Доротэ родила от него дочь.

## Признание
- Приз АРОП: 2002 (наряду с Кристофом Дюкенном)
- Приз Карпо: 2004 (наряду с Жозуа Уффалем)
- Премия Леонида Мясина: 2006
- Кавалер Ордена Искусств и литературы: 2014 (Франция)

## Фильмография
- 2011 — «Коппелия» (фр. Coppélia, реж.: Артюс Сен-Леон)
- 2011 — «Маленькая танцовщица Дега» (фр. La Petite Danseuse de Degas, реж.: Патрис Барт)
- 2013 — «Дон Кихот» (фр. Don Quichotte, реж.: Кевин Роудс)